# Il filo invisibile
Pour plus de détails, voir Fiche technique et Distribution.
Il filo invisibile (litt. « Le fil invisible ») est un film italien co-écrit et réalisé par Marco Simon Puccioni, sorti en 2022 sur Netflix.

## Synopsis
Leone (Francesco Gheghi), 16 ans, vit à Rome avec ses deux pères, Paolo (Filippo Timi), un architecte, et Simone (Francesco Scianna), un chef cuisinier. Il a été porté par leur amie américaine Tilly (Jodhi May), et a été élevé par le couple d'hommes, mais en Italie, seul l'un des deux pères est reconnu par la loi. Alors qu'il fait la connaissance de la belle Anna (Giulia Maenza) à son lycée, il doit vivre aussi la séparation de ses parents.

## Fiche technique
Sauf indication contraire, les informations mentionnées dans cette section peuvent être confirmées par la base de données cinématographiques IMDb,  présente dans la section « Liens externes ».
- Titre original : Il filo invisibile
- Réalisation : Marco Simon Puccioni
- Scénario : Marco Simon Puccioni et Luca De Bei
- Musique : Pivio et Aldo De Scalzi
- Décors : Eugenia F. Di Napoli
- Costumes : Grazia Materia
- Photographie : Gian Filippo Corticelli
- Montage : Francesco Fabbri
- Production : Valeria Golino et Viola Prestieri
- Production associée : Gennaro Formisano
- Société de production : Ht Film
- Société de distribution : Netflix
- Pays de production :  Italie
- Langue originale : italien
- Genre : comédie dramatique
- Durée : 100 minutes (Italie) ; 119 minutes (France)
- Dates de sortie[2] :
  - Italie : 21 février 2022
  - Monde : 4 mars 2022 (Netflix)

## Distribution
- Filippo Timi : Paolo Ferrari
- Francesco Scianna : Simone Lavia
- Francesco Gheghi : Leone Ferrari
- Giulia Maenza : Anna Del Monte
- Oscar Matteo Giuggioli : Dario, le frère d'Anna
- Jodhi May : Tilly Nolan
- Valentina Cervi : Monica, la sœur de Paolo
- Emanuele Maria Di Stefano : Jacopo Venosa, le meilleur ami de Leone
- Alessia Giuliani : Elisa Del Monte, la mère d'Anna et de Dario
- Mauro Conte : Riccardo
- Gerald Tyler : Leroy Liotta

## Production
Le tournage a lieu à Rome et Capranica Prenestina en Latium, ainsi que dans les Apennins, en Italie.

## Accueil

### Sorties
Le film est d'abord sorti dans les salles italiennes, le 21 février 2022, avant d'être distribué sur Netflix, le 4 mars de la même année, à travers le Monde.

### Critiques
Pour le site italien de Wired, le film parle de l'homoparentalité de manière décomplexée, de même que Rolling Stone apprécie que le film s'éloigne de la vision édulcorée du couple heureux pour aborder le thème de la séparation des deux pères.